# Estadio Nacional Jorge «El Mágico» González
El Estadio Jorge «Mágico» González, - antes denominado como «Estadio Nacional de la Flor Blanca» -, es un estadio olímpico ubicado en San Salvador, El Salvador, siendo el segundo más grande del país y el cuarto más grande de Centroamérica y el Caribe.

## Historia

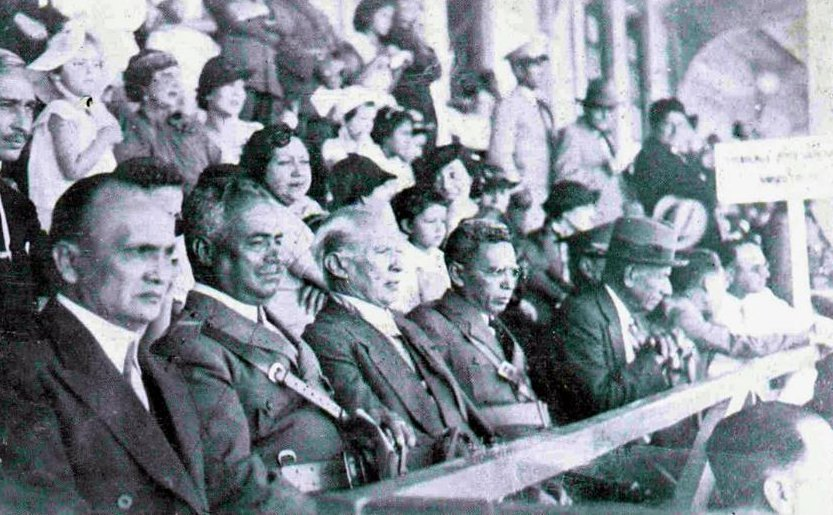
El General Martínez durante la inauguración del Estadio Flor Blanca.

El estadio nacional, fue construido entre 1932 a 1934 y la obra estuvo a cargo de los ingenieros Alcaine: José Emilio Alcaine San Juan (padre)  y José Emilio Alcaine Cáceres (hijo),  el cual albergaría los III Juegos Centroamericanos y del Caribe 1935, durante el mandato de Maximiliano Hernández Martínez, se le bautizó con el nombre Estadio Nacional de San Salvador Flor Blanca, el 19 de abril de 1932. Se le nombró Flor Blanca debido a su localización (Avenida Norte, Colonia Flor Blanca, San Salvador).
En 2002, como parte del 70 aniversario de su construcción y de la organización de los Juegos Centroamericanos y del Caribe 2002, se lleva a cabo la segunda remodelación más grande en toda su historia, en donde se duplica su aforo inicial, y se moderniza totalmente. La remodelación incluye la instalación de 20, 000 butacas para mayor comodidad de los espectadores y la instalación de la  pista de Tartán en su momento la más moderna y funcional de Centroamérica, en donde se han realizado las competencias de atletismo más importantes del Istmo.
En 2006, 74 años después de su construcción, el gobierno del presidente Elías Antonio Saca, decide cambiar el nombre a Estadio Nacional Jorge «Mágico» González, en honor al futbolista más emblemático de El Salvador.

## Eventos realizados
En él se desarrollan encuentros de fútbol, tanto de la Liga Mayor del futbol salvadoreño, siendo históricamente sede principal o alterna de equipos como Alianza Fútbol Club, C.D. Atlético Marte,  C. D.  Universidad de El Salvador, y C. D. Juventud Olímpica; E igualmente dispuesta como sede de definición de partidos finales en las demás categorías inmediatas superiores.
Además el escenario es frecuentemente  la sede de juegos estudiantiles tanto locales como regionales y también se realizan competiciones de atletismo, tanto nacionales como internacionales.

### Juegos Centroamericanos y del Caribe.
En el inmueble antes mencionado ha sido  protagonista del desarrollado los Juegos Centroamericanos y del Caribe en 1935, mismo en que por primera vez que El Salvador organizaría estos juegos y dicho inmueble fue el eje de referencia para la Ceremonia de inauguración, y las competencias de Atletismo, Beisbol Saltos de obstáculos Fútbol, Natación y clavados siendo el escenario multideportivo más grande de la región centroamericana hasta ese momento. .
Nuevamante el recinto es la sede principal Juegos Centroamericanos y del Caribe del año 2002, en la misma fue llevado a cabo tanto la inauguración oficial como la ceremonia de clausura, y las competencias de atletismo, lanzamiento de bala, jabalina y fútbol (mismo donde la selección nacional sub-22 local jugaría un solo partidos en su engramillado, y posteriormente lograría la presea dorada por única ocasión en su historia olímpica).
Por tercera ocasión vuelve a ser la sede de los XXIV Juegos Centroamericanos y del Caribe en el año 2023, y el escenario es nuevamente el eje de la ceremonia de inauguración oficial, y las competencias de Atletismo, Tiro Deportivo y Lucha.

### Juegos Centroamericanos.
Asimismo el inmueble fue la sede los Juegos Deportivos Centroamericanos en su ediciones de 1977 y 1994; en ambos el escenario olímpico fue sede tanto de la ceremonia de inauguración oficial, como de la clausura de los mismos.
Partidos del Campeonato de Concacaf de 1963 
El recinto también fue la sede por primera ocasión de un torneo oficial de naciones afiliadas a Concacaf, junto con el en ese momento denominado «Estadio Santaneco » (actual Óscar Quiteño).
| 23 de marzo de 1963 | Panamá                | 2-2 | Guatemala             | Grupo A    |
| 23 de marzo de 1963 | El Salvador           | 6-1 | Nicaragua             | Grupo A    |
| 25 de marzo de 1963 | Honduras              | 1-0 | Nicaragua             | Grupo A    |
| 25 de marzo de 1963 | El Salvador           | 1-1 | Panamá                | Grupo A    |
| 27 de marzo de 1963 | Guatemala             | 3-1 | Nicaragua             | Grupo A    |
| 29 de marzo de 1963 | Panamá                | 5-0 | Nicaragua             | Grupo A    |
| 29 de marzo de 1963 | Honduras              | 2-1 | Guatemala             | Grupo A    |
| 31 de marzo de 1963 | El Salvador           | 1-1 | Guatemala             | Grupo A    |
| 31 de marzo de 1963 | Honduras              | 1-0 | Panamá                | Grupo A    |
| 3 de abril de 1963  | Antillas Neerlandesas | 4-1 | Honduras              | Fase final |
| 3 de abril de 1963  | El Salvador           | 1-4 | Costa Rica            | Fase final |
| 5 de abril de 1963  | Costa Rica            | 1-0 | Antillas Neerlandesas | Fase final |
| 5 de abril de 1963  | El Salvador           | 1-1 | Honduras              | Fase final |
| 7 de abril de 1963  | El Salvador           | 3-2 | Antillas Neerlandesas | Fase final |
| 5 de abril de 1963  | Costa Rica            | 2-1 | Honduras              | Fase final |

## Instalaciones y capacidad
El Estadio Nacional Jorge «Mágico» González cuenta con la siguiente distribución en sus instalaciones: 30 000 espectadores asignados en butacas individuales. Esto debido a la nueva remodelación llevada a cabo el 2023, reduciéndose su aforo anterior que era de 35 000 para justas regionales, y superando los 28 057 que tenía permitido para partido oficial FIFA.
Además, el estadio cuenta con iluminación arquitectónica para la fachada de todo el perímetro del espacio, de la marca estadounidense Color Kinetics.

## Servicios
Entre los servicios que brinda se pueden mencionar: uso del salón Vip, modernizado con aire acondicionado; también cuenta con una sala de reuniones, sala de prensa, camerinos, baños, entre otros. Posee un palco de honor y platea, ambos acondicionados con asientos personales para que los espectadores disfruten de los eventos cómodamente.
Para el desarrollo de eventos, el estadio cuenta con un estacionamiento que está ubicado entre la calle «El Progreso» y Av. Olímpica, que tiene una capacidad para unos 114 vehículos.
El Instituto Nacional de los Deportes de El Salvador (INDES) también ha proporcionado servicio de técnicos para el manejo del sonido, luces y pantalla electrónica, entre otros.
También se proporciona el servicio de tarimas especiales para el montaje de escenarios artísticos y culturales.

### Piscinas
Al costado sur del estadio se encuentra la  piscina olímpica, que reúne las condiciones necesarias para practicar la natación federada y no federada, así como el nado sincronizado.
El uso de las piscinas se hace a través del arrendamiento de carriles por horas, días o meses.

### La cuna del Mágico
El 8 de octubre de 2011, fue inaugurado el mini estadio de usos múltiples «La cuna del Mágico», también nominado en honor al exfutbolista Jorge «Mágico» González. El terreno de juego tiene una dimensión de 19 m de ancho y 32 m de largo, y puede albergar eventos deportivos relacionados con el hockey, karate, Lima Lama, taekwondo, voleibol, fútbol sala y fútbol siete. Posee una capacidad para 2.000 espectadores.

## Eventos deportivos
- Primera División de El Salvador
- Selección de fútbol de El Salvador (1935-1975)
- Juegos Centroamericanos y del Caribe
- Juegos Centroamericanos y del Caribe 1935
- Juegos Centroamericanos y del Caribe 2002
- Juegos Centroamericanos y del Caribe 2023
- Juegos Centroamericanos (1977-1994)
- Eliminatorio Centroamericano al Premundial Sub-17 de CONCACAF 2008.
- Liga de Naciones de la Concacaf 2023

## Galeria

Estadio Nacional Jorge "El Mágico" González con el Centro Financiero de San Salvador.
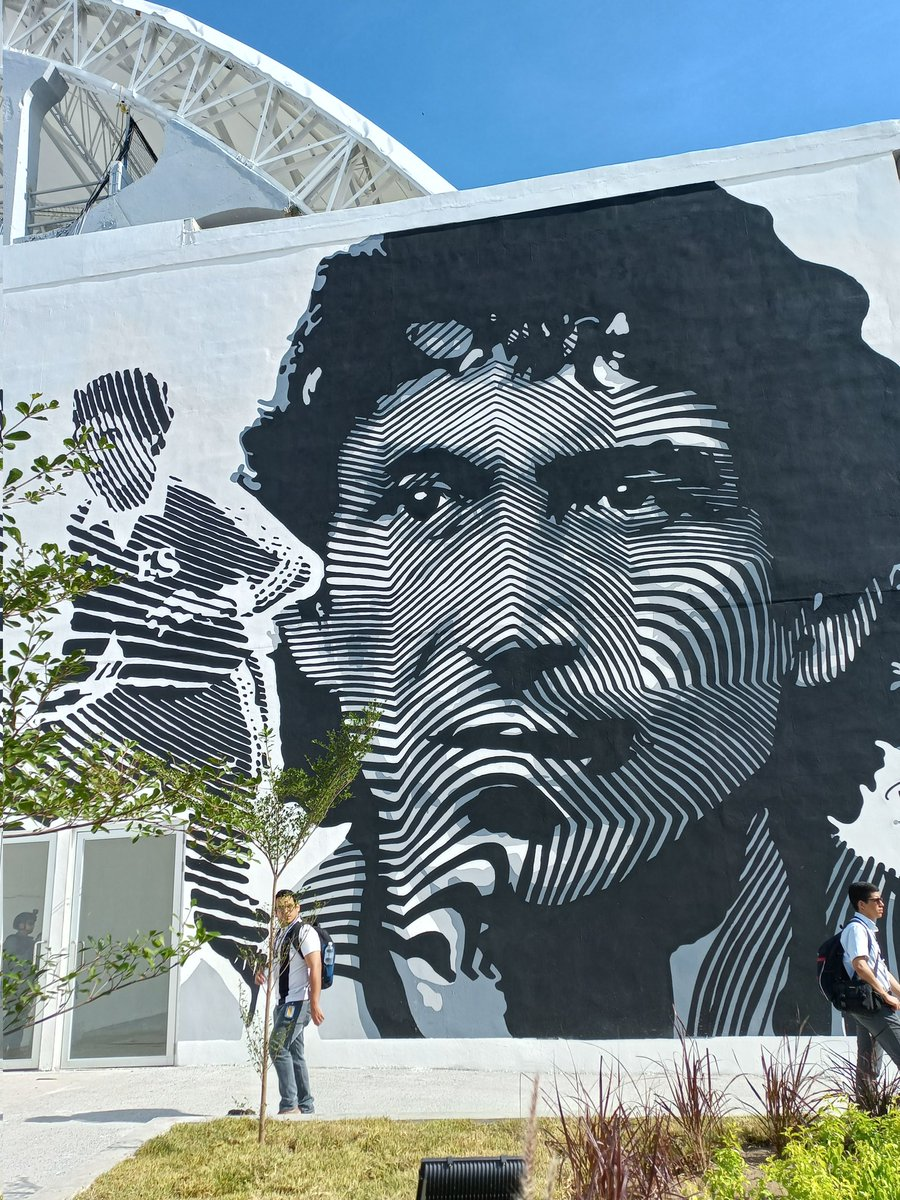
Mural del Magico Gonzalez
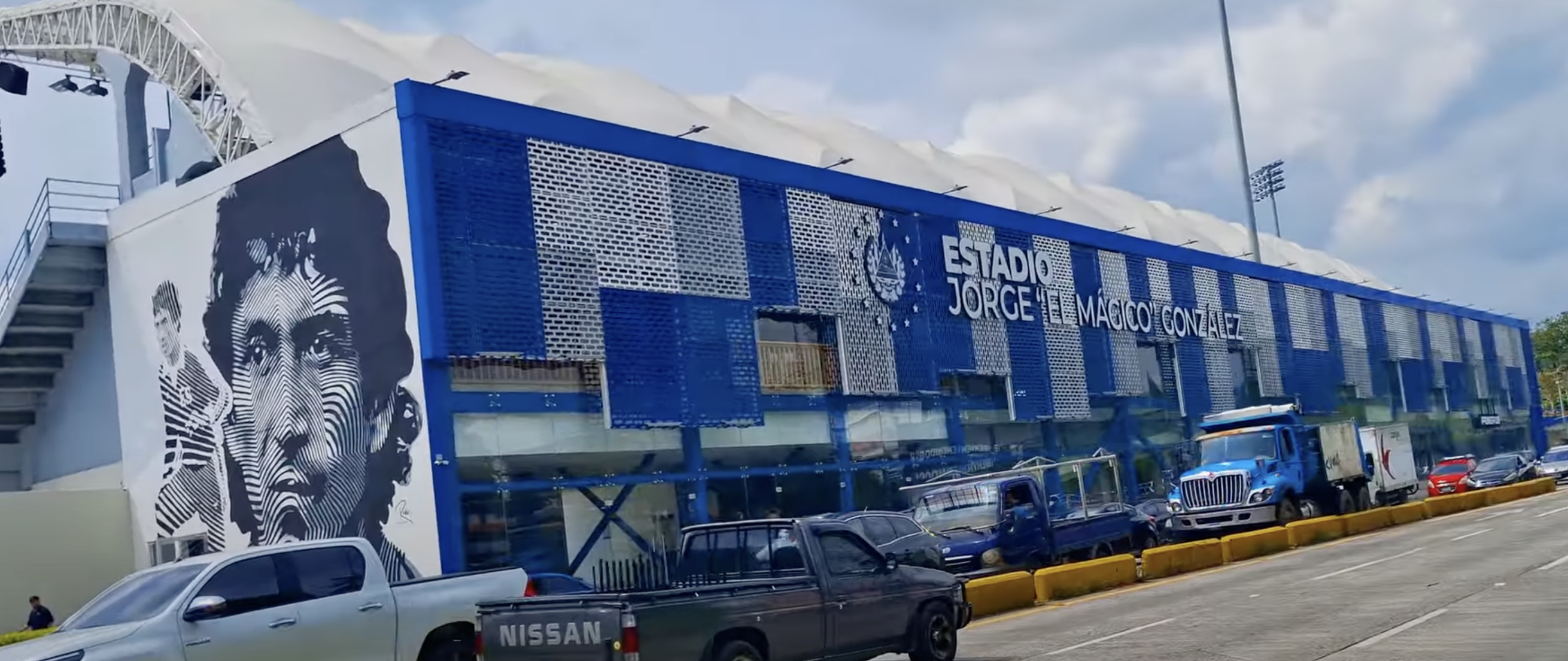
Estadio Jorge "El Magico" Gonzalez de afuéra
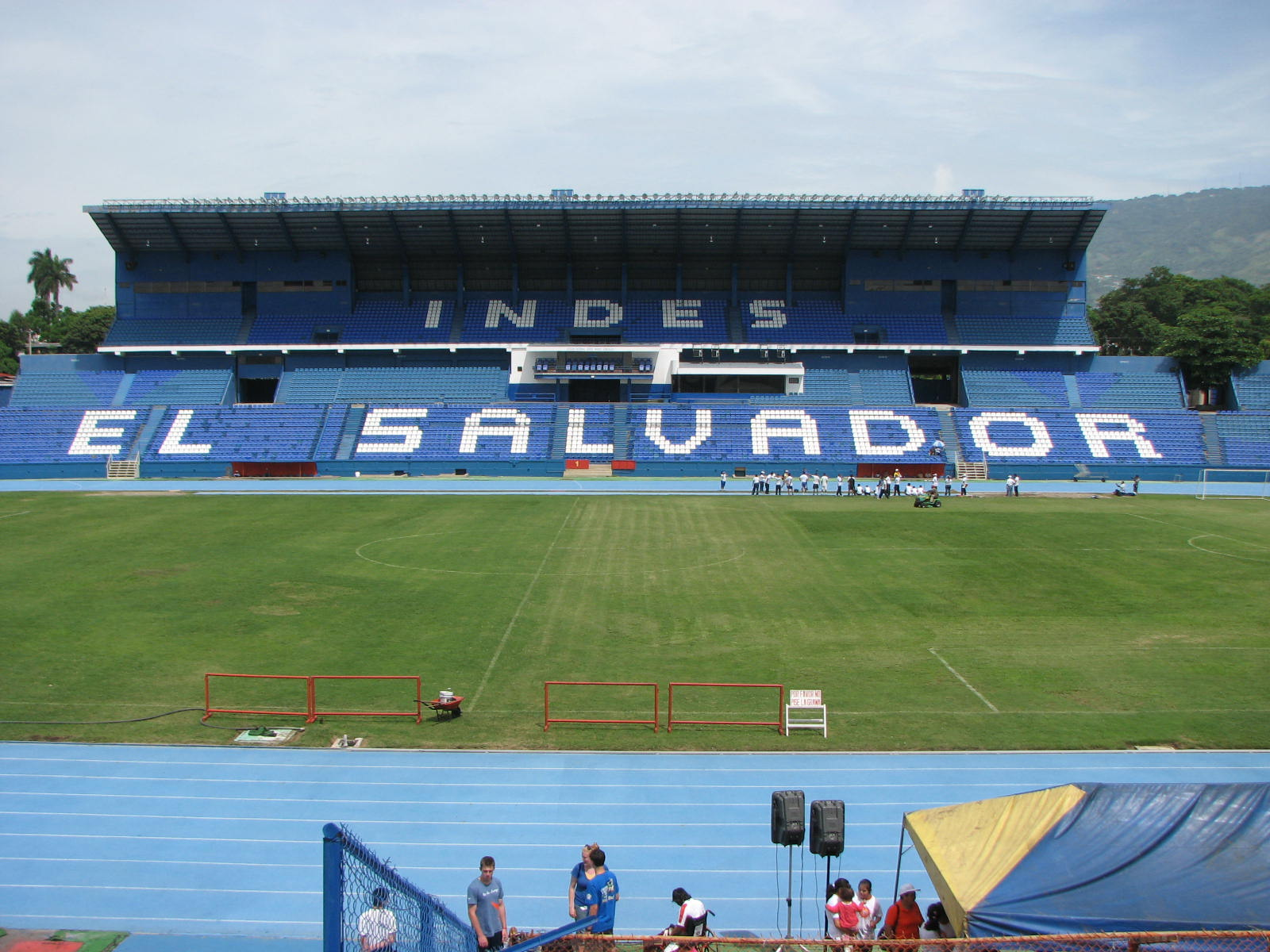
Stadium en 2011
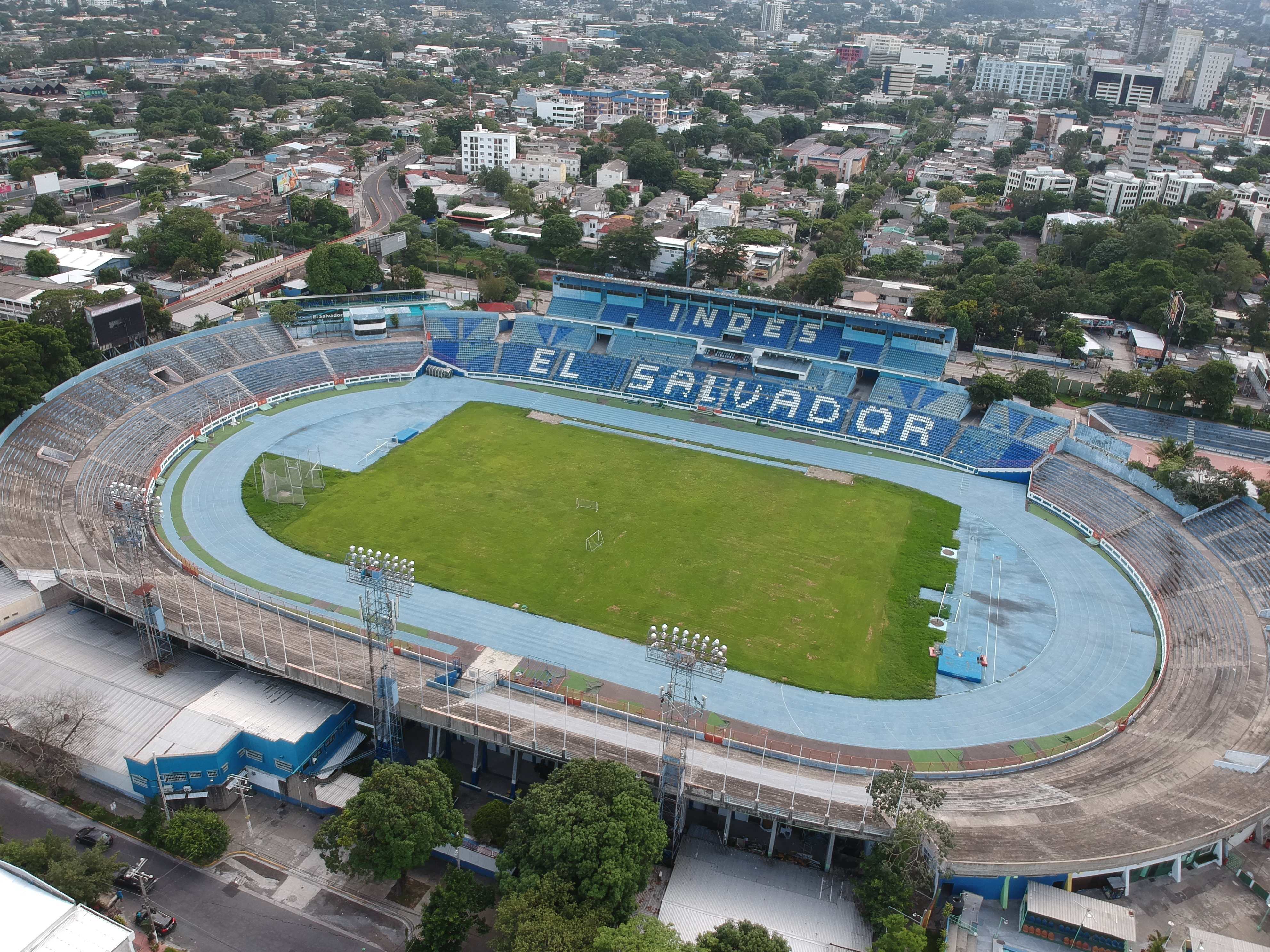
Estadio en 2020